# KNotes
KNotes は KDE 用の付箋アプリケーションである。

## 機能
アプリケーションを終了させたときにメモ書きは自動的に保存され、次の起動時に表示される。ヘルパーアプリケーションを使うように設定していれば、メモ書きを印刷したりメールしたりできる。色やフォントなどの表示はメモ書き毎にカスタマイズできる。標準設定をカスタマイズすることもできる。